# Salvelinus
Salvelinus é um gênero de peixes salmonídeos frequentemente chamado em inglês de Char ou Charr; algumas espécies são chamadas de "truta". Salvelinus é um membro da subfamília Salmoninae dentro da família Salmonidae. O gênero tem uma distribuição circumpolar norte, e a maioria de seus membros são tipicamente peixes de água fria que habitam principalmente águas doces. Muitas espécies também migram para o mar.
A maioria pode ser identificada por manchas de cor creme, rosa ou vermelha sobre um corpo mais escuro. As escamas tendem a ser pequenas, com 115–200 ao longo da linha lateral. As nadadeiras peitorais, pélvicas, anais e a parte inferior da nadadeira caudal são guarnecidas com bordas brancas como a neve ou creme.
Muitos membros deste gênero são peixes esportivos populares, e alguns, como Salvelinus namaycush e Salvelinus alpinus (Salvelino-ártico), são objetos de pescarias comerciais e/ou aquacultura. Ocasionalmente, esses peixes escapam e se tornam espécies invasoras.
Salvelinus de águas profundas são pequenas espécies que vivem abaixo de 80 m nas áreas profundas de certos lagos. Eles são altamente sensíveis a mudanças na qualidade da água e uma espécie, Salvelinus neocomensis [en], foi levada à extinção no século XX.

## Etimologia
A origem do nome "char" ou "charr" é desconhecida, mas talvez seja de origem celta, como a palavra irlandesa ceara, que significa "vermelho-fogo" (encontrada em alguns nomes pessoais celtas), provavelmente devido à barriga vermelha brilhante do Salvelino-ártico; ou talvez emprestada do alemão médio-baixo [en] schar, que significa "linguado, solha [en]"; ou do protogermânico *skardaz ou *skeraną, que significa "cortar ou tosquiar", possivelmente referindo-se à sua forma semelhante a um caco.

## Taxonomia
Existem atualmente três subgêneros no gênero Salvelinus: Baione, Cristovomer e Salvelinus stricto sensu. Baione, o clado mais basal do gênero, contém Salvelinus fontinalis e o presumivelmente extinto Salvelinus agassizii [en]. Cristovomer contém apenas Salvelinus namaycush. Todas as outras espécies estão no subgênero Salvelinus. Se Salvethymus svetovidovi for considerado um membro do gênero Salvelinus, ela seria classificado no subgênero Salvethymus, adicionando um quarto subgênero.

## Diversidade de espécies
Assim como em outros gêneros de salmonídeos, a delimitação de espécies em Salvelinus é controversa. A FishBase em 2015 listou 54 espécies ou subespécies neste gênero, muitas das quais têm distribuições locais muito restritas. Catorze espécies localizadas são listadas apenas para as Ilhas Britânicas, embora tradicionalmente, e ainda pelas autoridades nacionais de conservação e pesca, todas sejam consideradas como representantes do difundido Salvelino-ártico (Salvelinus alpinus). Vinte espécies são listadas para a parte asiática da Rússia, incluindo vários táxons localizados em cada uma das penínsulas de Camecháteca, Tchukotka e Taimir. Uma é Salvethymus, que filogeneticamente faz parte do grupo Salvelinus, mas até agora foi classificada em seu próprio gênero monotípico Salvethymus.
O Salvelino-ártico (Salvelinus alpinus) é a espécie de Salvelinus mais amplamente distribuída. Tem uma distribuição circumpolar e é considerada o mais setentrional de todos os peixes de água doce. Na América do Norte, cinco espécies relativamente bem definidas estão presentes, que, além do Salvelino-ártico, compreendem Salvelinus fontinalis, Salvelinus confluentus [en], Salvelinus malma [en] e Salvelinus namaycush.
Esta listagem apresenta os táxons reconhecidos na FishBase agrupados por geografia:

### Circumpolar
- Salvelinus alpinus (Linnaeus, 1758) – Salvelino-ártico

### Europa
Europa Central
- Salvelinus evasus [en] Freyhof [en] & Kottelat [en], 2005
- †Salvelinus neocomensis [en] Freyhof [en] & Kottelat [en], 2005
- Salvelinus profundus [en] (Schillinger, 1901)
- Salvelinus umbla (Linnaeus, 1758)

Ilhas Britânicas
Escócia e ilhas adjacentes:
- Salvelinus gracillimus [en] Regan, 1909
- Salvelinus inframundus [en] Regan, 1909
- Salvelinus killinensis [en] (Günther, 1866)
- Salvelinus mallochi [en] Regan, 1909
- Salvelinus maxillaris [en] Regan, 1909
- Salvelinus struanensis [en] (Maitland, 1881)

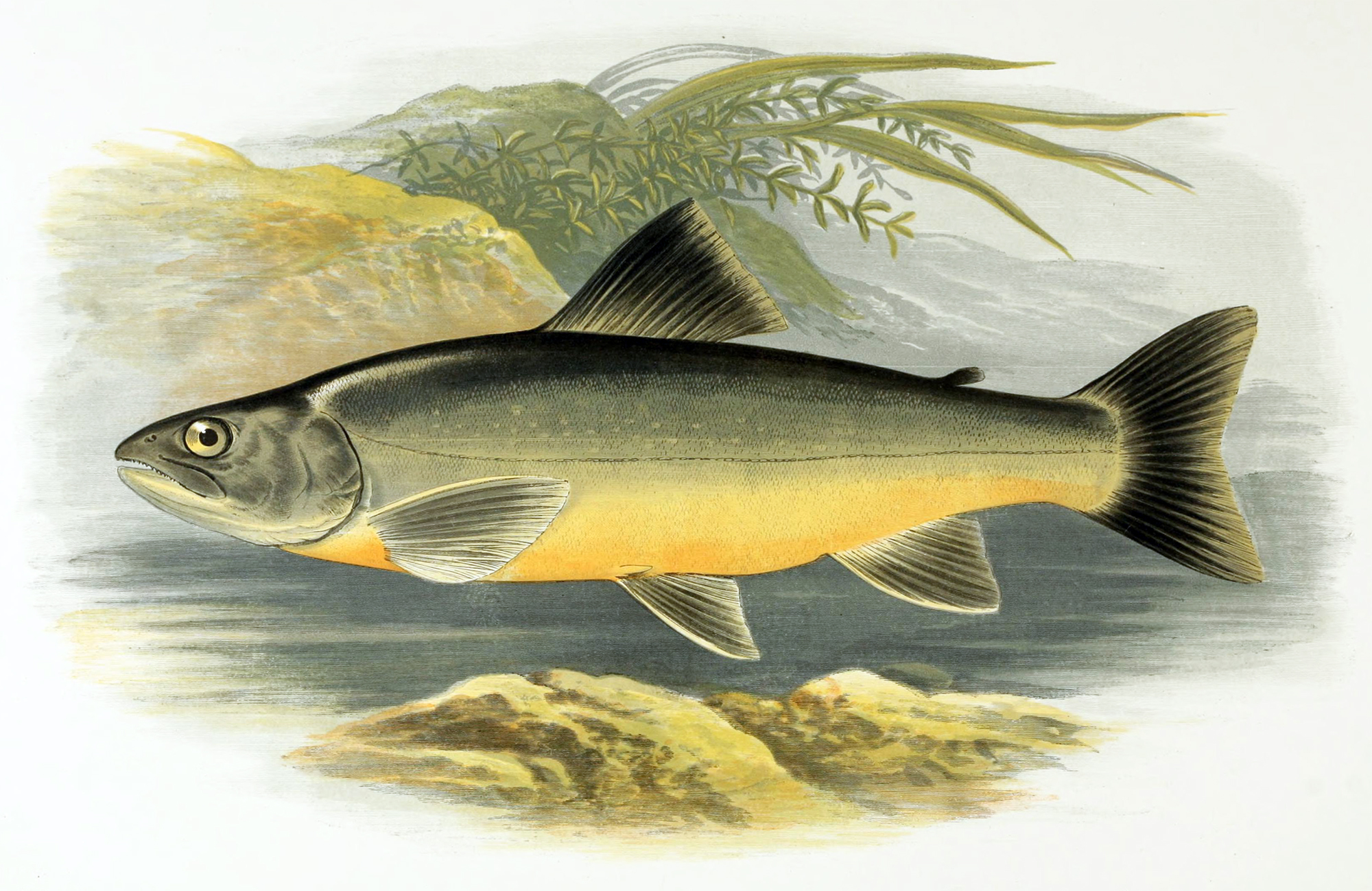
en, Escócia

- Salvelinus youngeri (Friend, 1965)

Inglaterra e País de Gales:
- Salvelinus lonsdalii [en] Regan, 1909
- Salvelinus perisii [en] (Günther, 1865)
- Salvelinus willughbii [en] (Günther, 1862)

Irlanda:
- Salvelinus colii [en] (Günther, 1863)
- Salvelinus fimbriatus [en] Regan, 1908
- Salvelinus grayi [en] (Günther, 1862)
- Salvelinus obtusus [en] Regan, 1908

Norte da Europa
Islândia e ilhas do Atlântico:

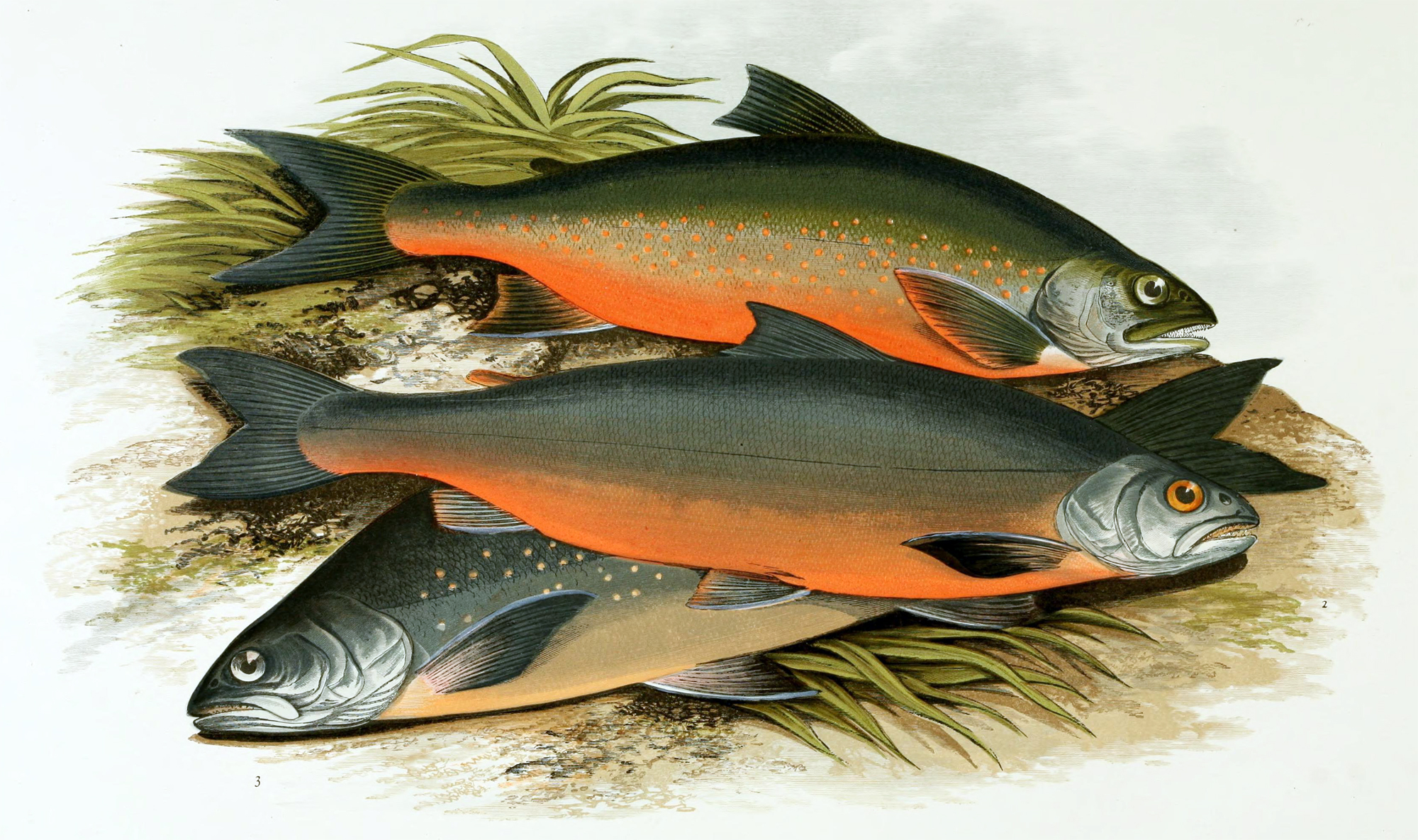
Salvelinus alpinus, en e en, táxons irlandeses

- Salvelinus faroensis Joensen & Tåning [en], 1970
- Salvelinus murta [en] (Sæmundsson, 1909)
- Salvelinus thingvallensis [en] (Sæmundsson, 1909)
- Salvelinus salvelinoinsularis (Lönnberg [en], 1900)

Fennoscandia e Noroeste da Rússia:
- Salvelinus lepechini (J. F. Gmelin, 1789)

### Ásia
Drenagens do Ártico
- Salvelinus andriashevi [en] L. S. Berg, 1948
- Salvelinus boganidae [en] L. S. Berg, 1926
- Salvelinus czerskii [en] Dryagin, 1932
- Salvelinus drjagini [en] Logashev, 1940
- Salvelinus elgyticus [en] Viktorovsky & Glubokovsky, 1981

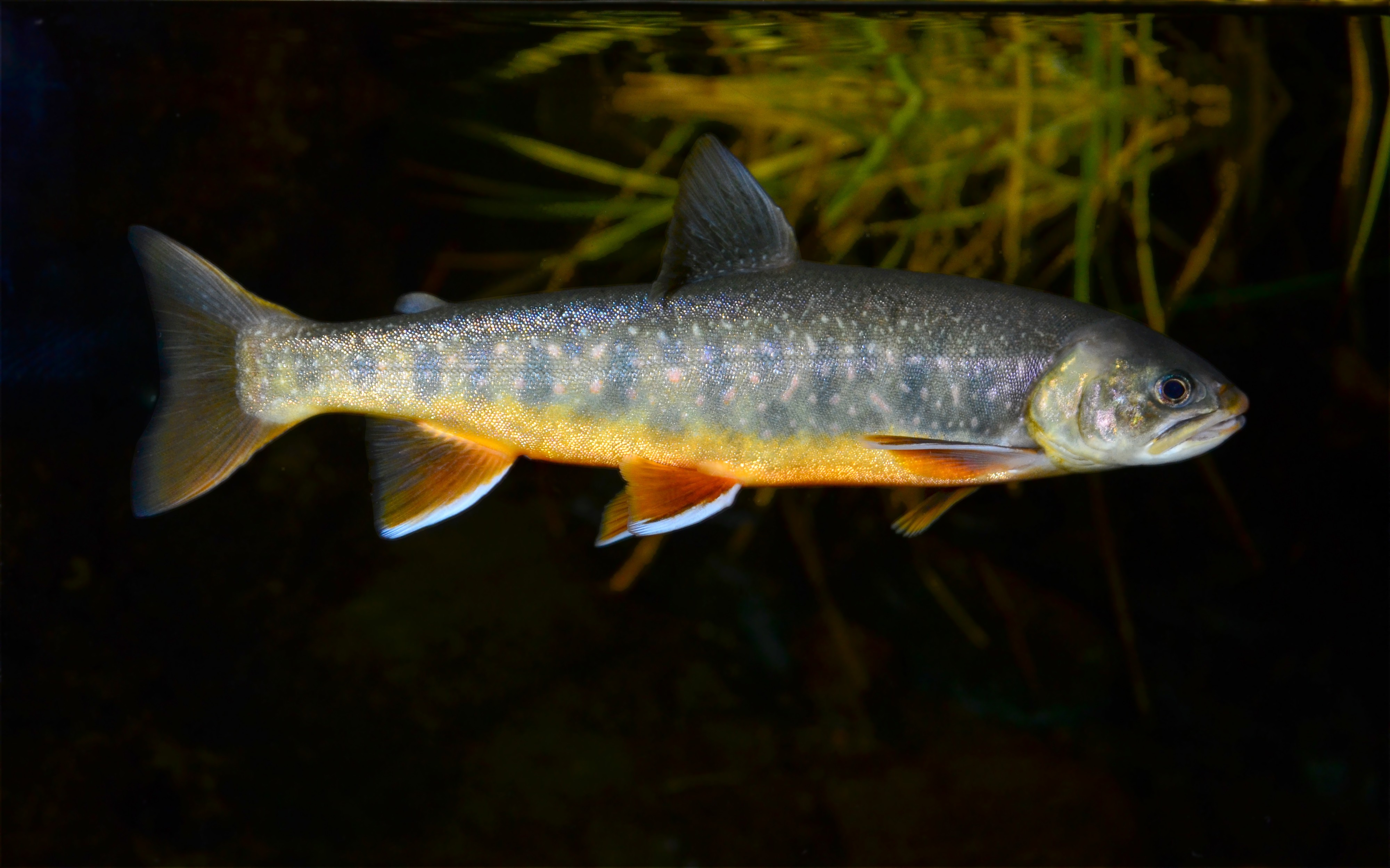
en

- Salvelinus alpinus erythrinus [en] (Georgi, 1775)
- Salvelinus jacuticus [en] Borisov, 1935
- Salvelinus taimyricus [en] Mikhin, 1949
- Salvelinus taranetzi [en] Kaganowsky, 1955
- Salvelinus tolmachoffi [en] L. S. Berg, 1926
- Salvethymus svetovidovi Chereshnev & Skopets, 1990 – filogeneticamente parte do clado Salvelinus[8]

Drenagens do Pacífico
- Salvelinus albus [en] Glubokovsky, 1977
- Salvelinus curilus [en] (Pallas, 1814) (= S. malma krascheninnikova Taranetz [en], 1933)
- Salvelinus gritzenkoi Vasil'eva & Stygar, 2000

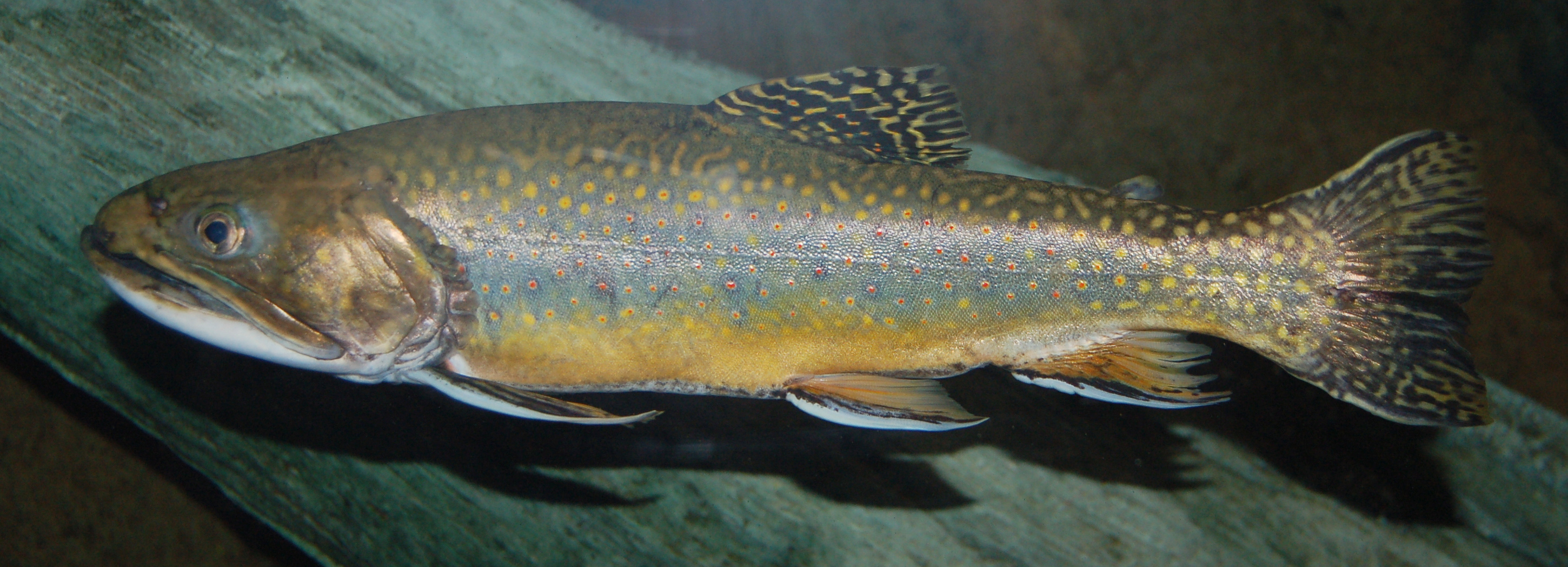
Salvelinus fontinalis

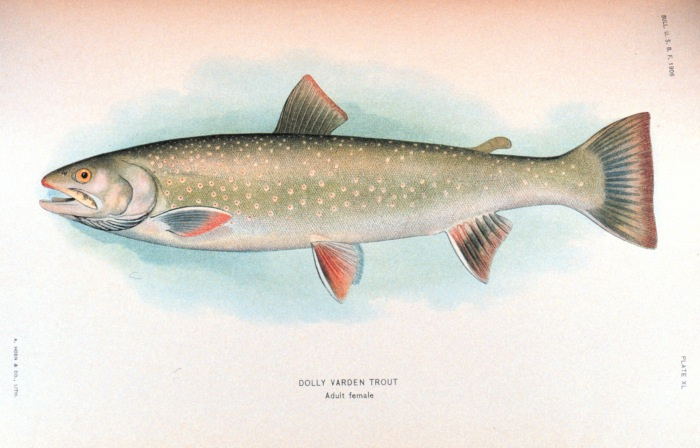
Salvelino-Do-Pacífico, en

- Salvelinus krogiusae Glubokovksy, Frolov, Efremov, Ribnikova & Katugin, 1993
- Salvelinus kronocius [en] Viktorovsky, 1978
- Salvelinus kuznetzovi [en] Taranetz [en], 1933
- Salvelinus leucomaenis [en] (Pallas, 1814)
  - S. l. leucomaenis (Pallas, 1814)
  - S. l. imbrius D. S. Jordan & E. A. McGregor, 1925
  - S. l. pluvius (Hilgendorf [en], 1876)
  - S. l. japonicus (=S. japonicus) Ōshima [en], 1961
- Salvelinus neiva [en] Taranetz [en], 1933
- Salvelinus schmidti Viktorovsky, 1978
- Salvelinus vasiljevae [en] Safronov & Zvezdov, 2005

### América do Norte
Drenagens do Atlântico
- †Salvelinus agassizi [en] (Garman, 1885)

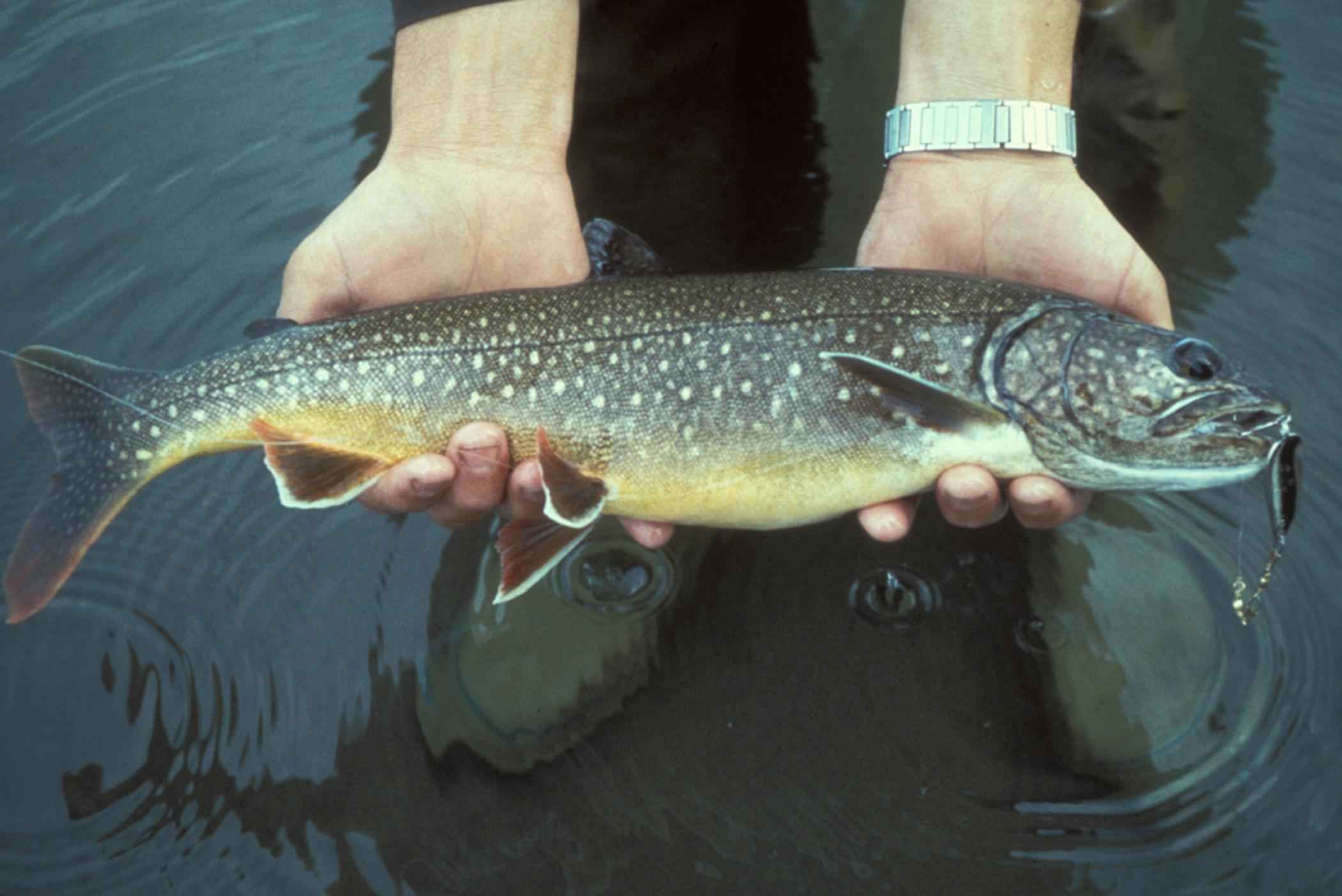
Truta-de-lago, Salvelinus namaycush

- Salvelinus fontinalis (Mitchill, 1814)
- Salvelinus namaycush (Walbaum, 1792) – truta-de-lago

Drenagens do Pacífico & Ártico
- Salvelinus confluentus [en] (Suckley [en], 1859)
- Salvelinus malma [en] (Walbaum, 1792)
  - "Salvelinus anaktuvukensis" Morrow, 1973 – truta angayukaksurak (= S. malma [en])

### Híbridos
- S. alpinus × S. fontinalis – truta alsaciana
- S. namaycush × S. fontinalis – splake [en], brookinaw
- S. fontinalis × Salmo trutta – truta-tigre [en]
- S. leucomaensis x O. masou [en] – cavala de rio, Kawasaba